# Alatahermanites
Alatahermanites is een geslacht van kreeftachtigen uit de klasse van de Ostracoda (mosselkreeftjes).

## Soorten
- Alatahermanites beckeri Jellinek, 1993
- Alatahermanites hastatus Whatley & Titterton, 1981 †
- Alatahermanites infundibulatus (Brady, 1890) Mckenzie, 1986
- Alatahermanites septarca Neil, 1994 †